# Valkiajärvi (sjö i Puumala, Södra Savolax, 61,49 N, 28,36 Ö)
Valkiajärvi är en sjö i kommunen Puumala i landskapet Södra Savolax i Finland. Arean är 34 hektar och strandlinjen är 5,8 kilometer lång. Sjön  ingår i Vuoksens huvudavrinningsområde.   Den ligger omkring 61 kilometer öster om S:t Michel och omkring 230 kilometer nordöst om Helsingfors. 
Sydväst om Valkiajärvi ligger Tuomilahti. Valkiajärvi ligger öster om Lahnajärvi. 